# Miroslav Kováč
Miroslav Kováč (26. července 1957 – 16. července 2022, Prešov, Slovensko) byl československý fotbalista, brankář.

## Fotbalová kariéra
V československé lize chytal za Slávii Praha, Spartu Praha a Tatran Prešov. Nastoupil ke 116 ligovým utkáním. Za dorosteneckou reprezentaci nastoupil ke 4 utkáním. V nižší soutěži hrál za Magnezit Jelšava.

## Ligová bilance
| Ročník                                        | Zápasy | Góly | Klub             |
| --------------------------------------------- | ------ | ---- | ---------------- |
| 1. československá fotbalová liga 1980/1981    | 22     | 0    | Slavia Praha     |
| 1. československá fotbalová liga 1981/1982    | 12     | 0    | Slavia Praha     |
| 1. československá fotbalová liga 1982/1983    | 21     | 0    | Sparta Praha     |
| 1. československá fotbalová liga 1983/1984    | 12     | 0    | Tatran Prešov    |
| 1. československá fotbalová liga 1984/1985    | 12     | 0    | Tatran Prešov    |
| 1. československá fotbalová liga 1985/1986    | 21     | 0    | Tatran Prešov    |
| 1. československá fotbalová liga 1986/1987    | 16     | 0    | Tatran Prešov    |
| 1. slovenská národní fotbalová liga 1988/1989 | 28     | 0    | Magnezit Jelšava |
| CELKEM 1. liga                                | 116    | 0    |                  |